# Balisto

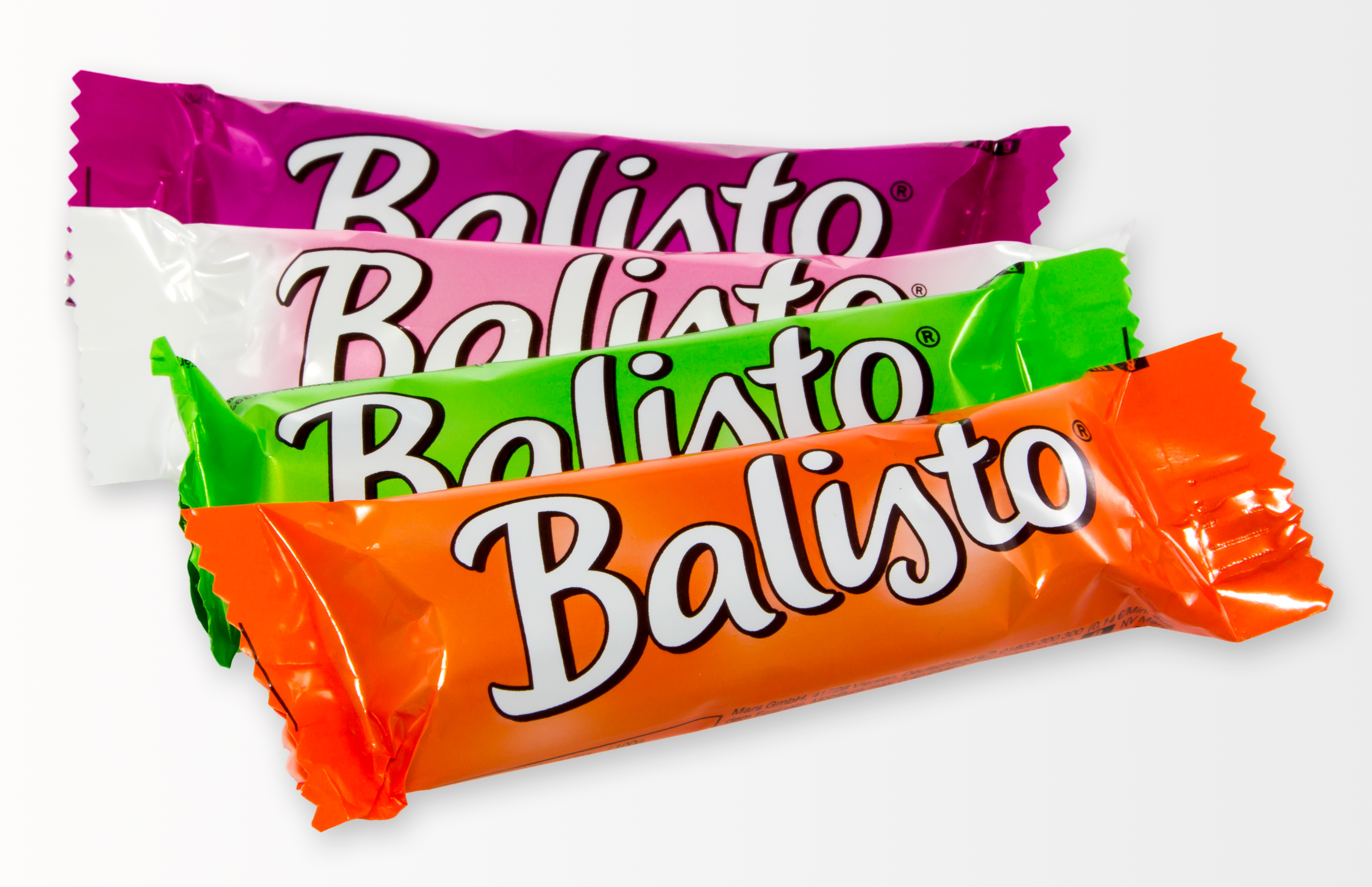
4 variedades de Balisto.

Balisto es una barrita de chocolate a base de muesli recubierta de chocolate y comercializada por la multinacional estadounidense Mars Incorporated.

## Descripción
Cada paquete contiene dos barras de chocolate, aunque también hay versiones con una sola barra, o con seis. Balisto está disponible en Austria, Alemania, Bélgica, Francia, Irlanda Luxemburgo Países Bajos y Suiza.

## Variantes
Balisto está disponible en diferentes sabores, cada uno con su propio color de envoltorio. No todas las variantes están disponibles en todos los países. He aquí una lista parcial:
- Muesli (envoltorio verde);
- Granos (envoltorio rojo);
- Yogur y bayas (envoltorio púrpura);
- Amanda y miel (envoltorio amarillo);
- Coco;
- maíz/granos (envoltorio naranja);
- Bayas (envasado fucsia).

## Productos derivados
- Balisto matin